# Curavacas

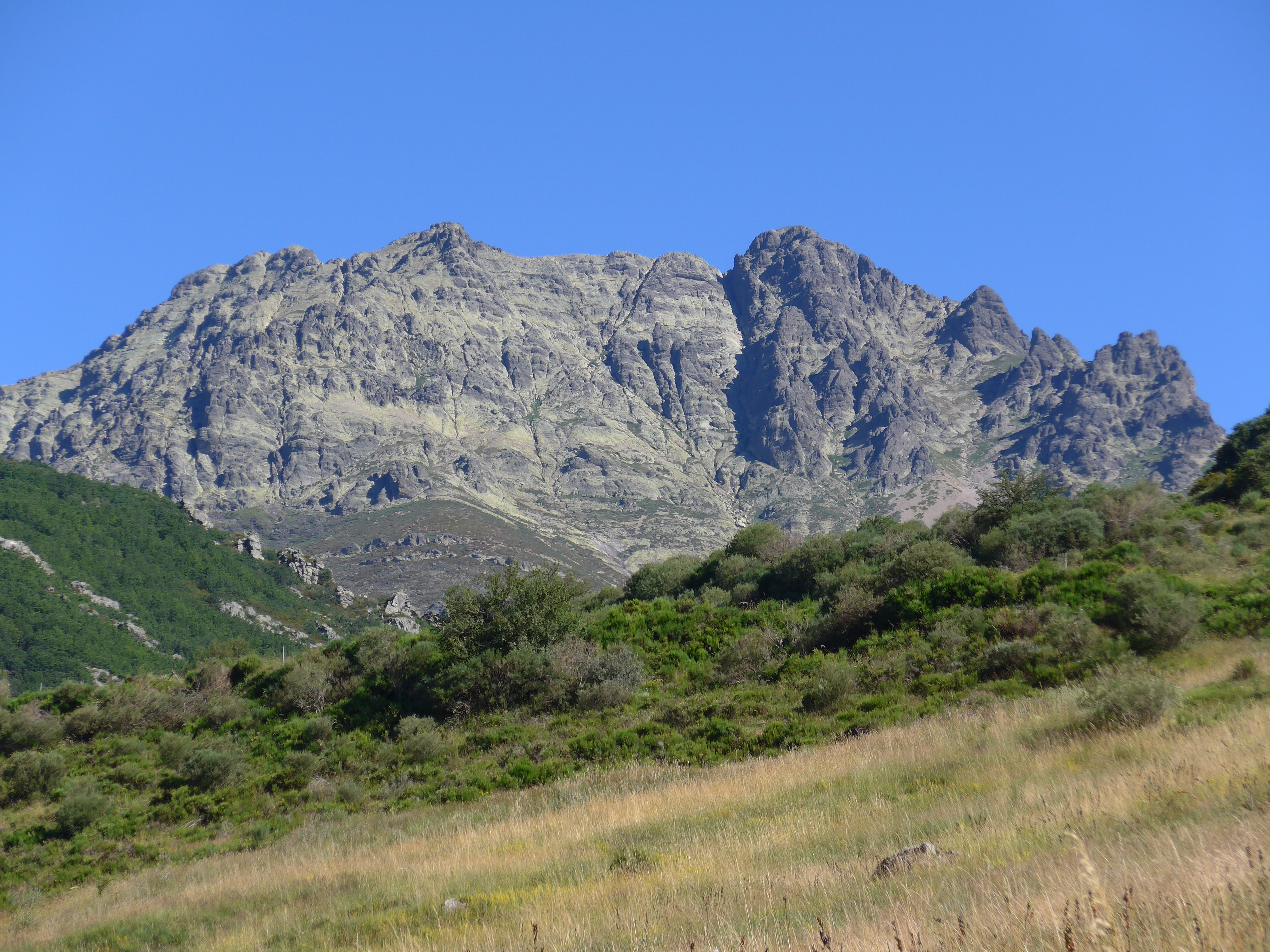
Curavacas contemplado desde el pueblo de Vidrieros (Palencia)

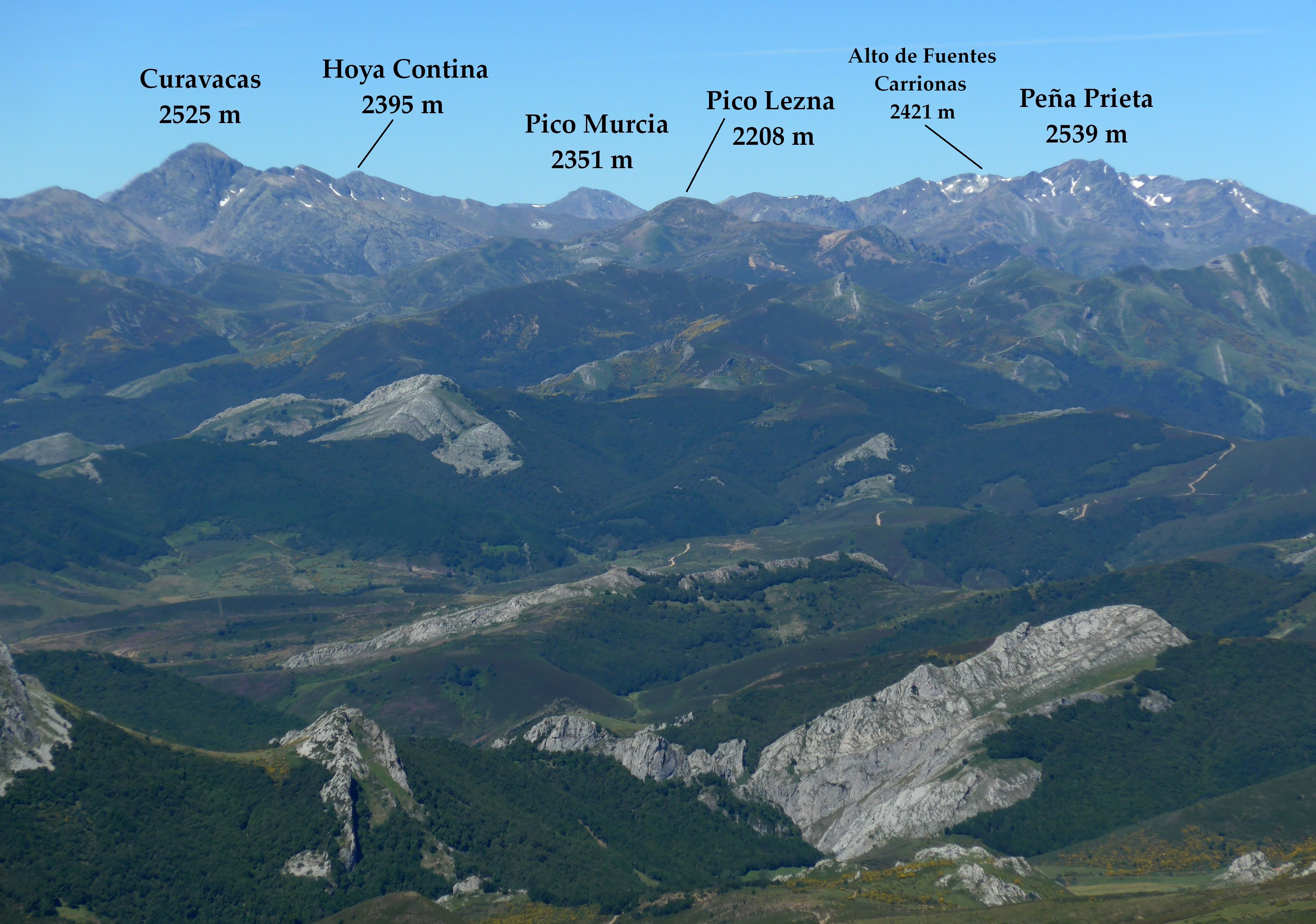
Vistas desde el pico Tres Mares hacia el Curavacas y otras cumbres de la Montaña Palentina

El pico Curavacas (2524 m s. n. m.) situado en el macizo de Fuentes Carrionas se considera la mayor elevación de la Montaña Palentina, (aunque el punto de mayor altitud es el Pico del Infierno), en las estribaciones de la cordillera Cantábrica, en España, y es, junto con el Espigüete, su cima más característica.

## Localización
Está situado junto a la localidad de Vidrieros, en el término municipal de Triollo, dentro del parque natural Montaña Palentina, a 41 km de Guardo, 26 km de Cervera de pisuerga y 137 km de Palencia.

## Pico más alto
Existe controversia en cuanto al dato de cuál es la cumbre más alta de la provincia de Palencia, pues su vértice geodésico más alto, el Pico del Infierno -próximo al Curavacas- tiene una altitud de 2537 m, pero este pico es considerado por muchos como una prolongación de Peña Prieta -ya en territorio de Cantabria- que no se encuentra íntegramente en Palencia. En todo caso, el Curavacas es la cumbre de más altura situada íntegramente en la provincia.

## Características

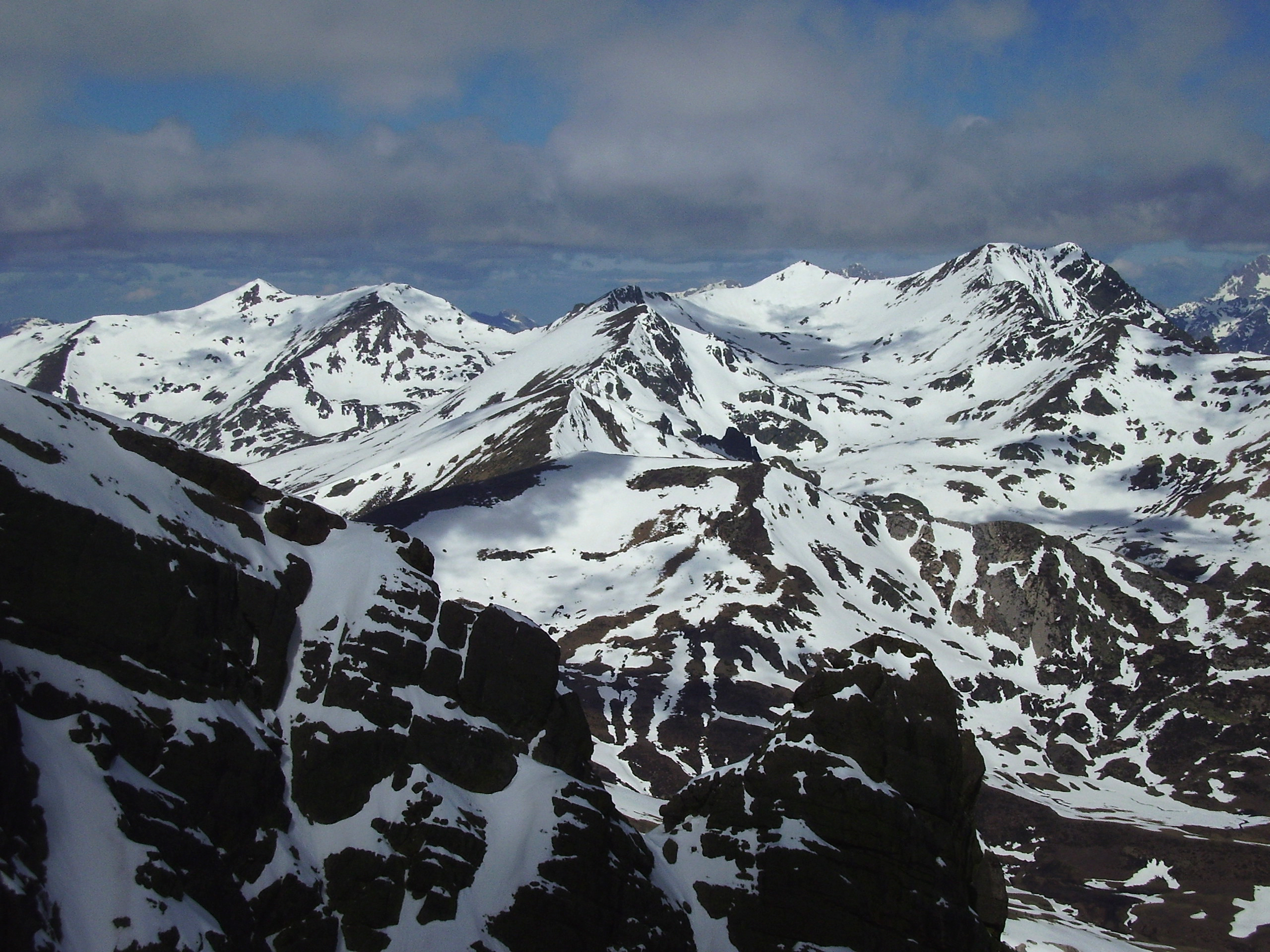
Vertiente norte del Curavacas. A la derecha se aprecia Peña Prieta.

A pesar de la presencia en la zona de numerosos picos de caliza y granito, el Curavacas está compuesto por un conglomerado de materiales, una roca oscura a la que se adhieren líquenes que le otorgan su característico color verdinegro.
Está compuesto por tres cumbres: la Este (la de mayor altitud), el Pico Medio y la Oeste. Su vertiente sur -la más sencilla para la ascensión- se prolonga desde el pueblo de Vidrieros hasta el inicio del extenso Valle de Pineda, que se sitúa en la vertiente norte.
El río Carrión bordea la mole del Curavacas desde su nacimiento hasta Vidrieros, donde recibe las aguas del arroyo Valdenievas. Al pie de su cara Norte y de los picos que siguen el cordal de las mismas características geológicas hacia el Este (Curruquilla, Postil de Soña y Hoya Continua) se encuentran el Pozo Curavacas y los Pozos del Ves, lagunas de origen glaciar que, junto con la laguna de Fuentes Carrionas, más al noroeste, alimentan el curso inicial del Carrión; lagunas situadas en un entorno de gran belleza y rodeadas de leyendas.

## Vegetación

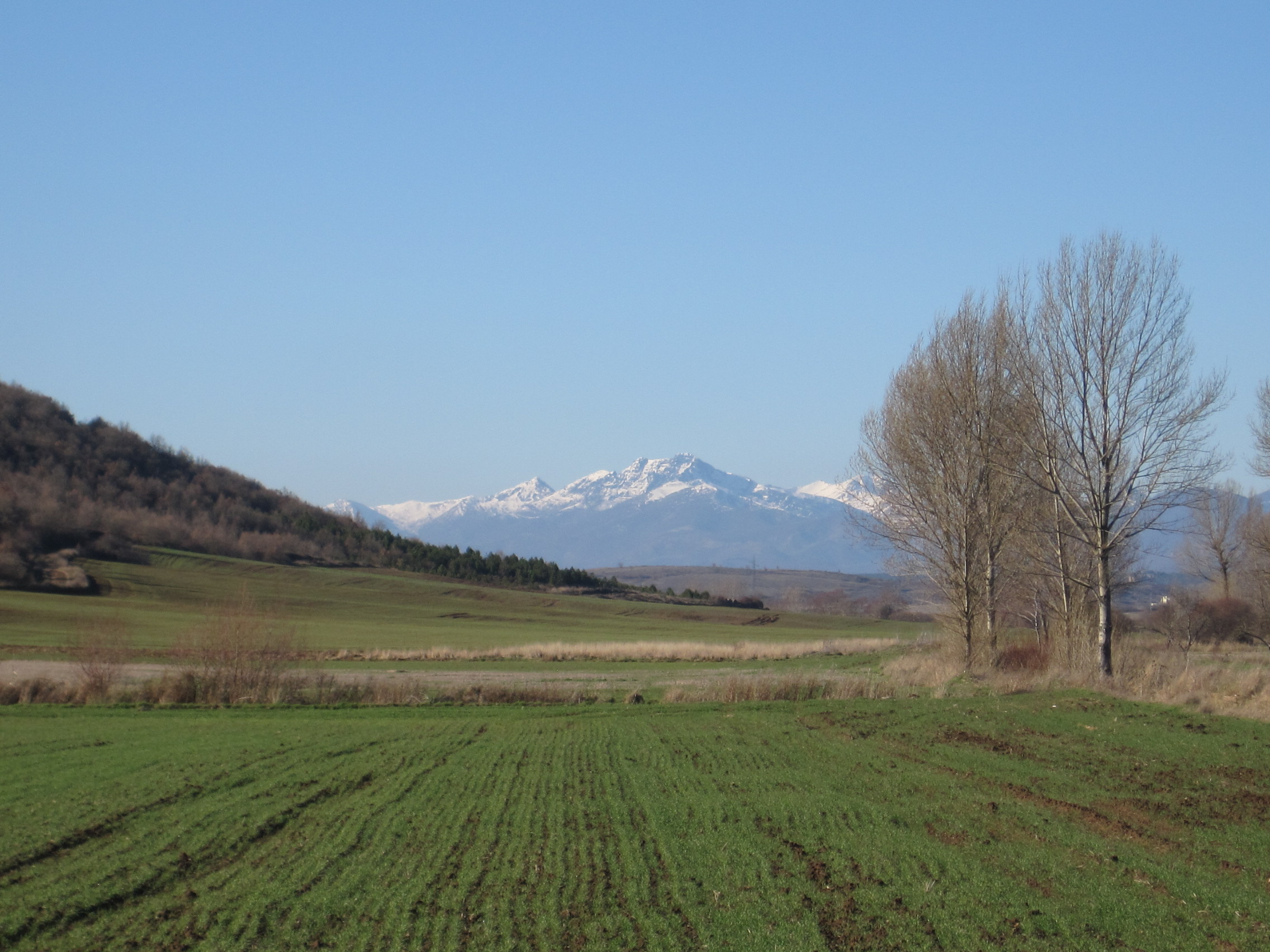
Vista del pico desde la localidad de Puentetoma, junto a Aguilar de Campoo. A la izquierda asoma el pico Hoya Continua (2391 m).

Su vegetación es escasa debido a las duras condiciones climáticas a que está sometido. La flora es la propia del piso alpino, que no se encuentra en otras localidades; en ella están presentes algunas especies que raramente se encuentran en la región, como la sempervivum. En las faldas es habitual el brezo y el arándano. A la altura del Pozo Curavacas se pueden encontrar tormentilla, brezo de turbera y pedicularis.

## Historia
Dentro de la Montaña Palentina, los picos que presentan mayores dificultades y, por tanto, más atractivos para los montañeros son el Espigüete y el Curavacas. La cara nordeste de este último es una de las paredes más complicadas de la cordillera Cantábrica. 
Entre las primeras ascensiones deportivas a la cumbre del Curavacas destacan las del que fuera notario de Cervera de Pisuerga Luis García Guinea, siendo la primera de ellas, en agosto de 1947, una vía conocida todavía entre los montañeros como la senda del notario.
El 16 de abril de 1957, un grupo de aficionados palentinos a la montaña conocidos como la Cordada de los Faquires, intentó el ascenso al pico, pero les sobrevino un cambio brusco del tiempo y una fuerte nevada que les impidió la escalada y produjo la muerte de tres de ellos. El posterior rescate de los cuerpos se prolongó más de un mes por las malas condiciones meteorológicas y el difícil acceso al lugar de la caída. El hecho tuvo gran repercusión en la prensa de la época. Uno de los supervivientes escribió varios libros relativos al suceso, y la historia fue llevada al cine en 2006 por Tamara García Iglesias, en el documental titulado Los Faquires. La tragedia del Curavacas.
Con posterioridad, varios montañeros han perdido la vida intentando alcanzar su cima. Sus últimas víctimas fueron dos escaladores sorprendidos por un alud en enero de 2010.
Desde el año 2000 se llevan realizando exploraciones espeleológicas en la zona del Curavacas. Como resultado se ha hallado  una de las mayores simas de la provincia de Palencia, situada en el alto del Ves, con una profundidad de -322 metros.